# 朴秀林
朴秀林是朝鮮王朝中宗時敬嬪的生父。他本是尚州人，他以數畝田的價錢把女兒賣給遠親平城君朴元宗作為養女，後來因為女兒被平城君推舉成為了中宗的嬪，而父憑女貴。